# 영릉 (조선 효종)

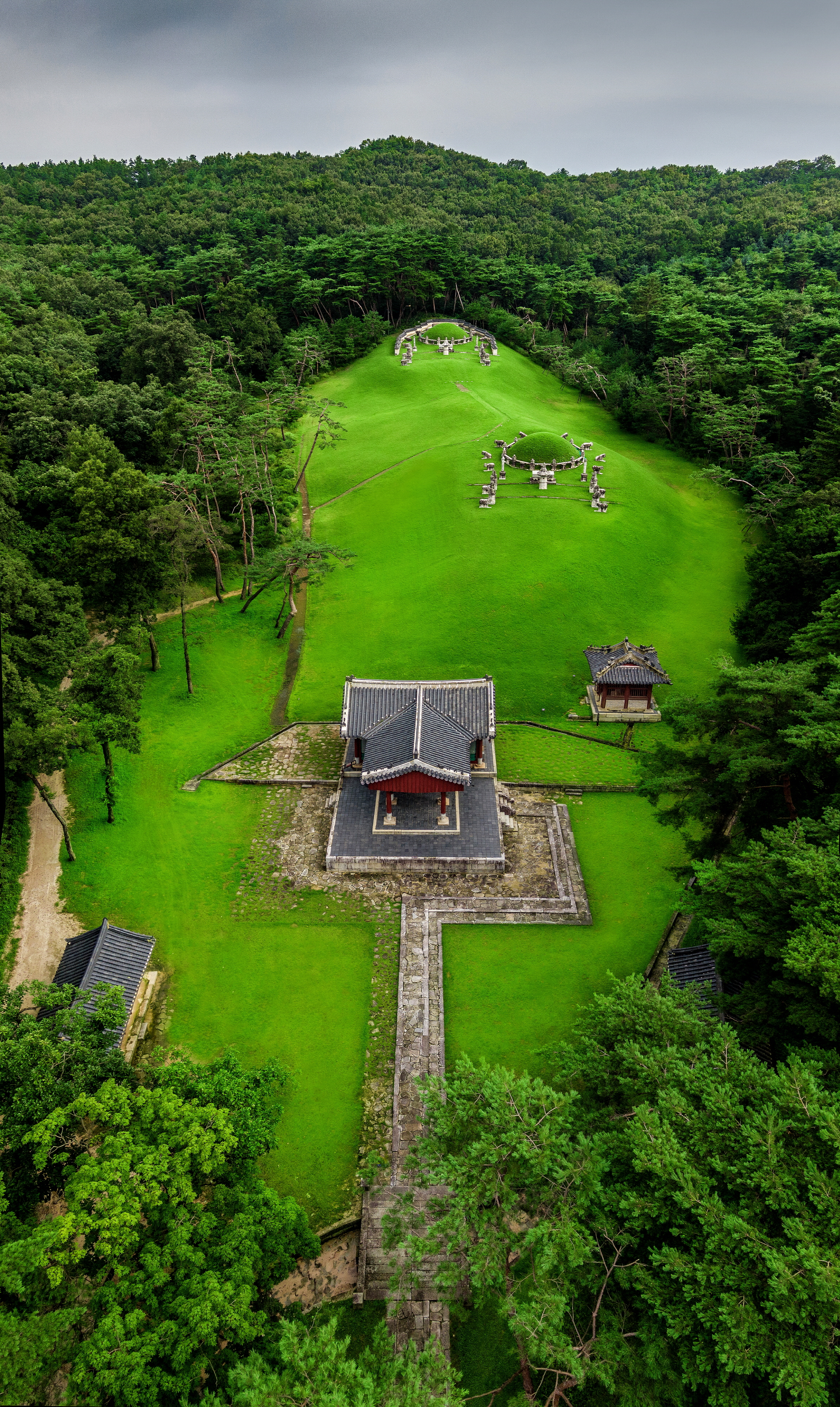
효종 영릉 전경 (2020년, 문화재청)

영릉(寧陵)은 조선 제17대 효종과 그 비 인선왕후(仁宣王后)의 무덤이다. 두 봉분을 좌우로 나란히 하지 않고 아래·위로 만든 동원상하릉으로 쌍릉 형식을 취하고 있다.

## 역사
1659년 경기도 양주군(현재 구리시)의 건원릉 서쪽에 조성했다가 1673년 석물에 틈이 생기는 문제가 발생하자 현 위치로 옮겼다. 이때 재실도 함께 옮겨왔다. 처음엔 능호를 익릉(翼陵)이라고 했지만 현종은 미흡하다고 여겨 고쳐라 명했고 새롭게 영릉(寧陵)이라 했다. 현종이 '영' 자의 뜻을 묻자 신하들이 안녕(安寧)과 같은 뜻이라 하였고 이에 능호를 고쳤다. 이후 영릉의 능호가 북송 흠종의 영녕릉(永寧陵)과 같다 하여 반대가 있었으나 송나라의 능호는 모두 '영'(永) 자가 들어가니 '영'(寧) 자 한 자가 겹치는 것을 두고 능호가 같다고 할 수는 없다 하여 그대로 결정되었다.

## 구조
정자각 뒤 봉분은 앞의 것이 이 왕비릉이고 뒤의 것이 효종릉이다. 왕비릉엔 둘러쳐진 곡장이 없고 왕릉에는 곡장이 있다. 영릉은 다만 쌍릉이면서 앞뒤로 엇비슷하게 위치를 잡고 있어 지형과 상관 없이 애당초 ‘나란히’ 놓이지 않았음을 알 수 있다. 그 밖의 석물들은 똑같이 갖춰져 있는데, 배치와 양식은 조선전기 '국조오례의'를 충실히 따르고 있다.
영릉의 재실은 조선왕릉 재실 중 기본형태가 가장 잘 남겨져 있어 보물 제1532호로 지정되었다. 또한 재실 안에 심어진 수령 300년의 회양목은 키가 크고 나무의 모양이 양호한 노거수로 평가되어 천연기념물로 지정되었다.

### 재실
재실(齋室)은 제관(祭官)의 휴식, 제수장만 및 제기 보관 등의 제사기능을 수행하기 위한 능의 부속건물이다. 이후  재실의 건물들은 전반적으로 외벌대 장대석기단, 방형초석, 각주, 민도리 홑처마 집으로 간결하고 소박하면서도 세부수법에 있어서는 짜임새 있게 건립되었고, 안향청, 제기고, 재방, 전사청, 행랑채(대문 포함), 우물 등의 시설이 온전하게 보존되어 유기적으로 적정하게 배치되어 있다. 또한 경내의 재향과 관계있는 향나무와 느티나무, 회양목(천연기념물 제495호) 등의 고목과도 함께 어울려 있어 그 의미를 더하고 있다. 현재 남아있는 조선 왕릉의 재실은 일제강점기와 6·25전쟁을 거치면서 대부분 멸실되어 원형이 훼손되었음에도 불구하고 이곳 효종대왕릉(寧陵)의 재실은 조선 왕릉 재실의 기본형태가 가장 잘 남아있으며, 공간구성과 배치가 뛰어나 대표적인 조선시대 재실건축으로 학술적·역사적 가치가 높이 평가된다.

## 갤러리

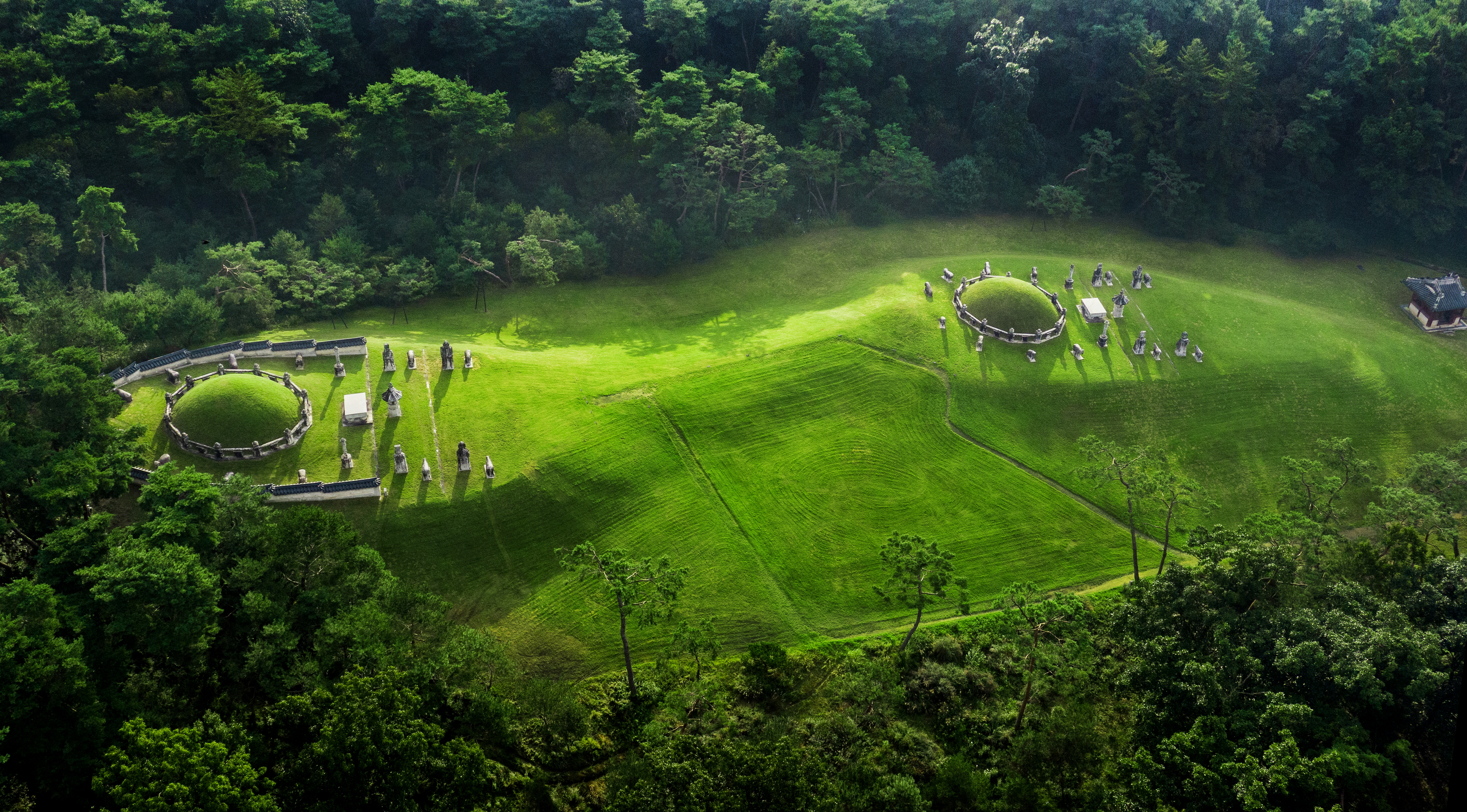
능침 측면
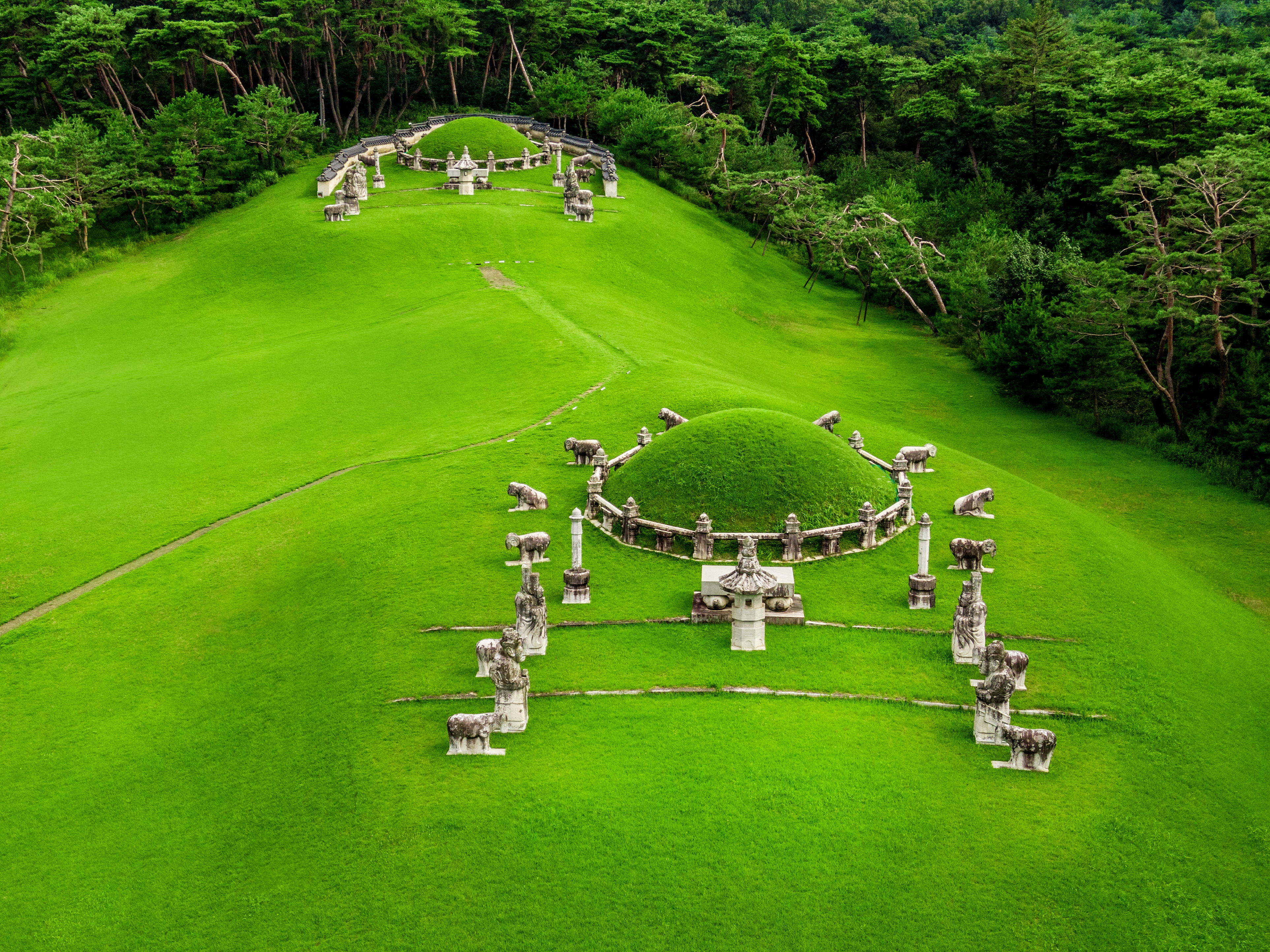
능침
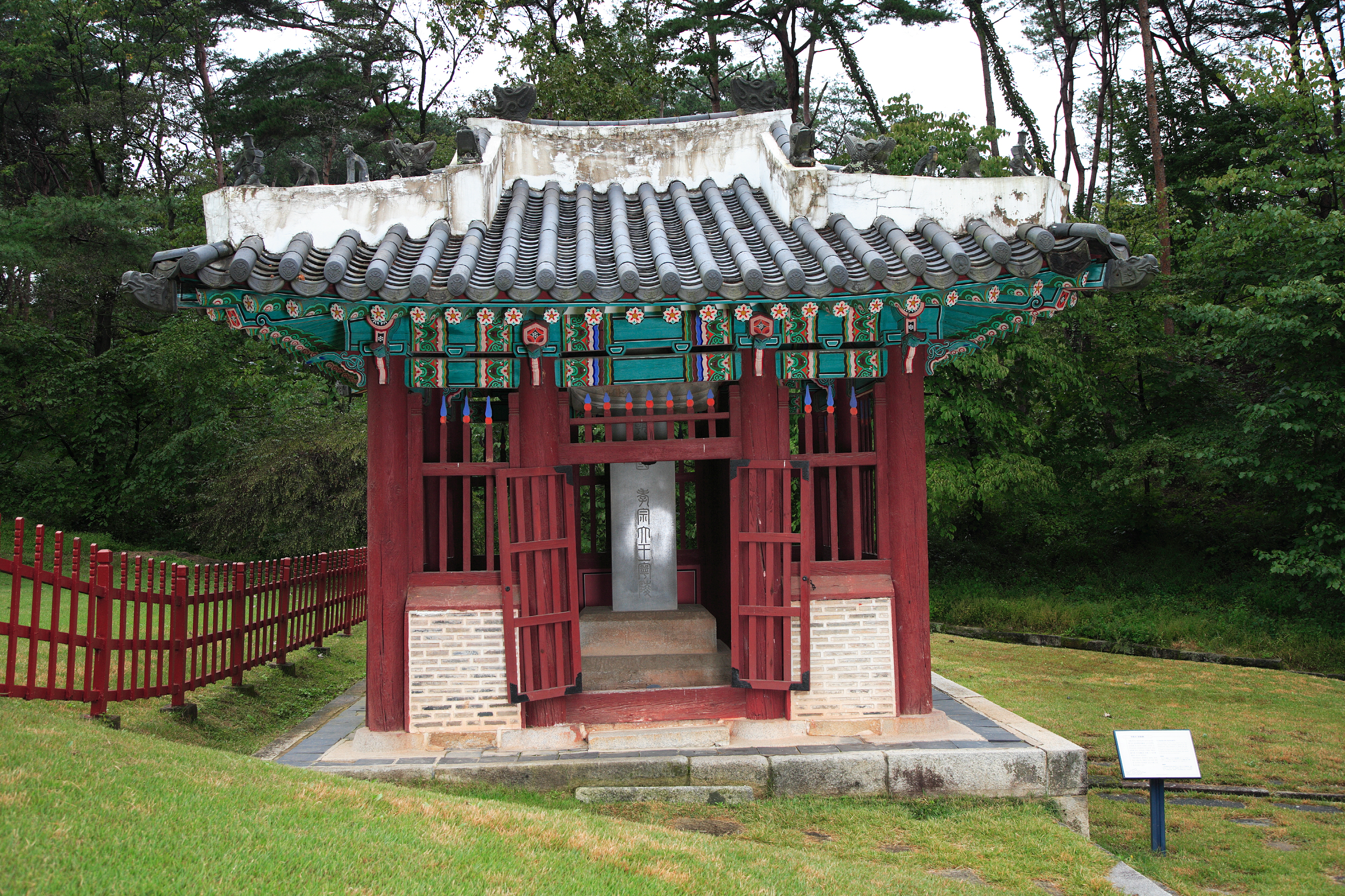
비각 (2007년, 국립문화재연구소)
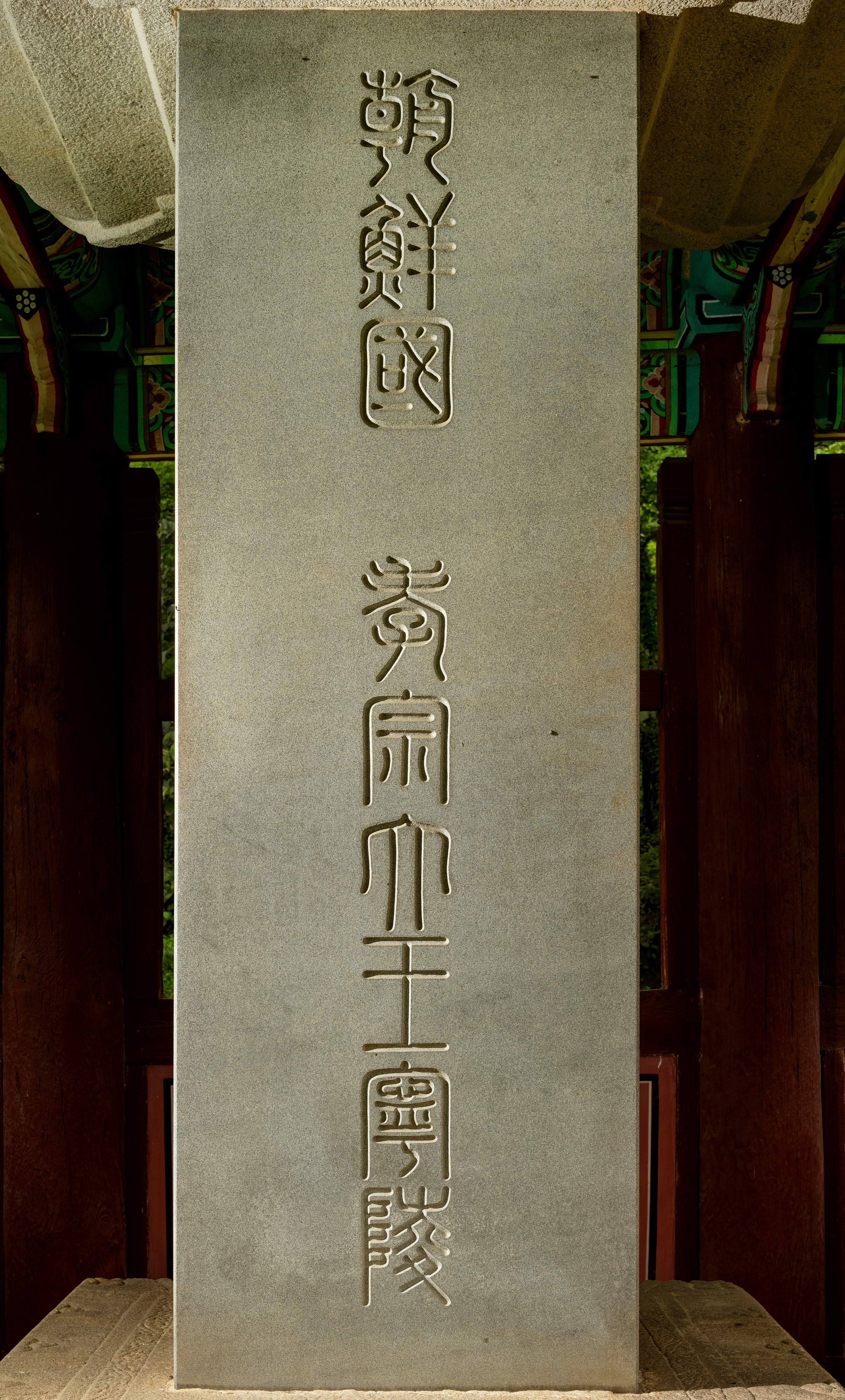
표석
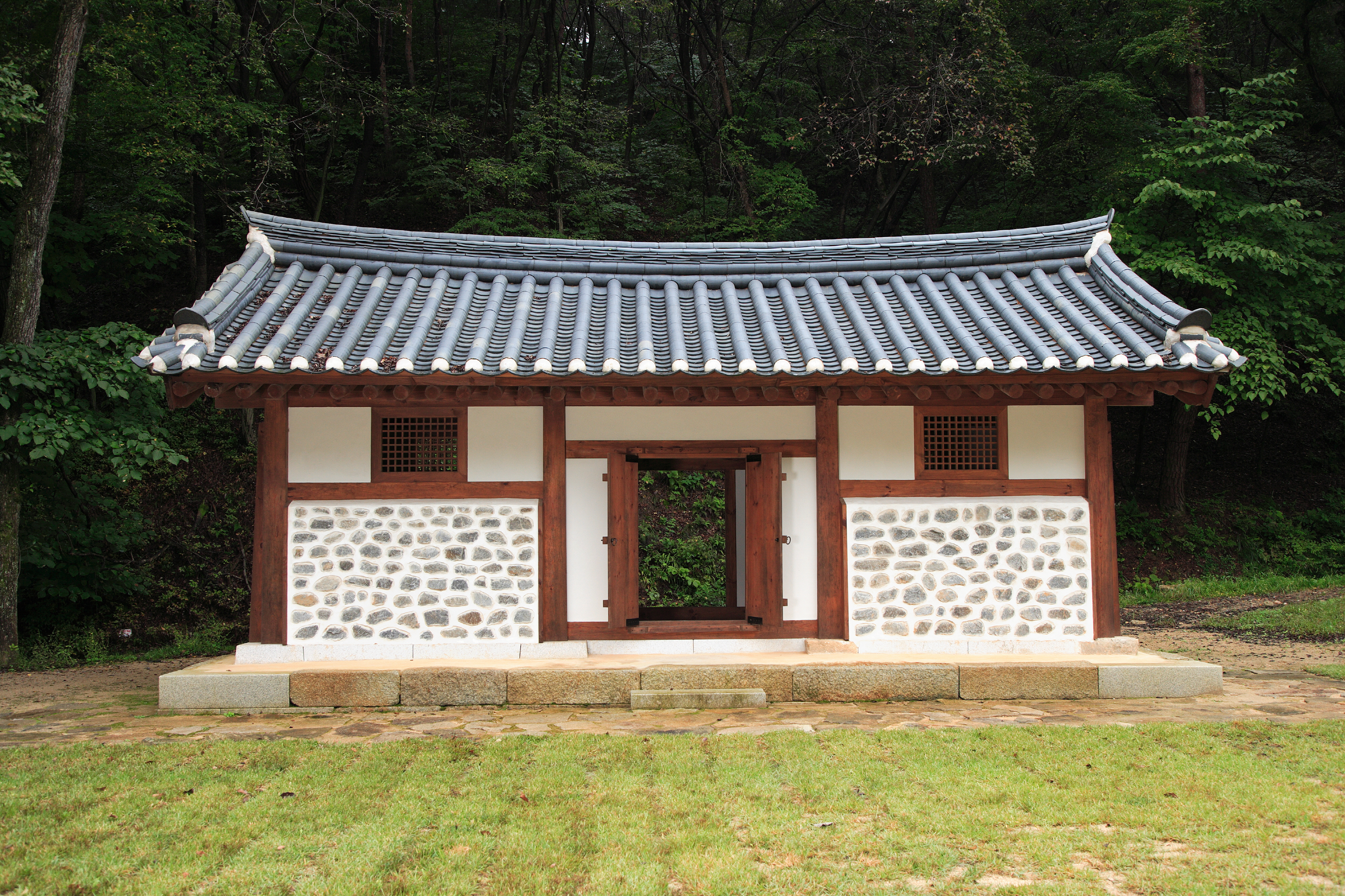
수라간 (2007년, 국립문화재연구소)
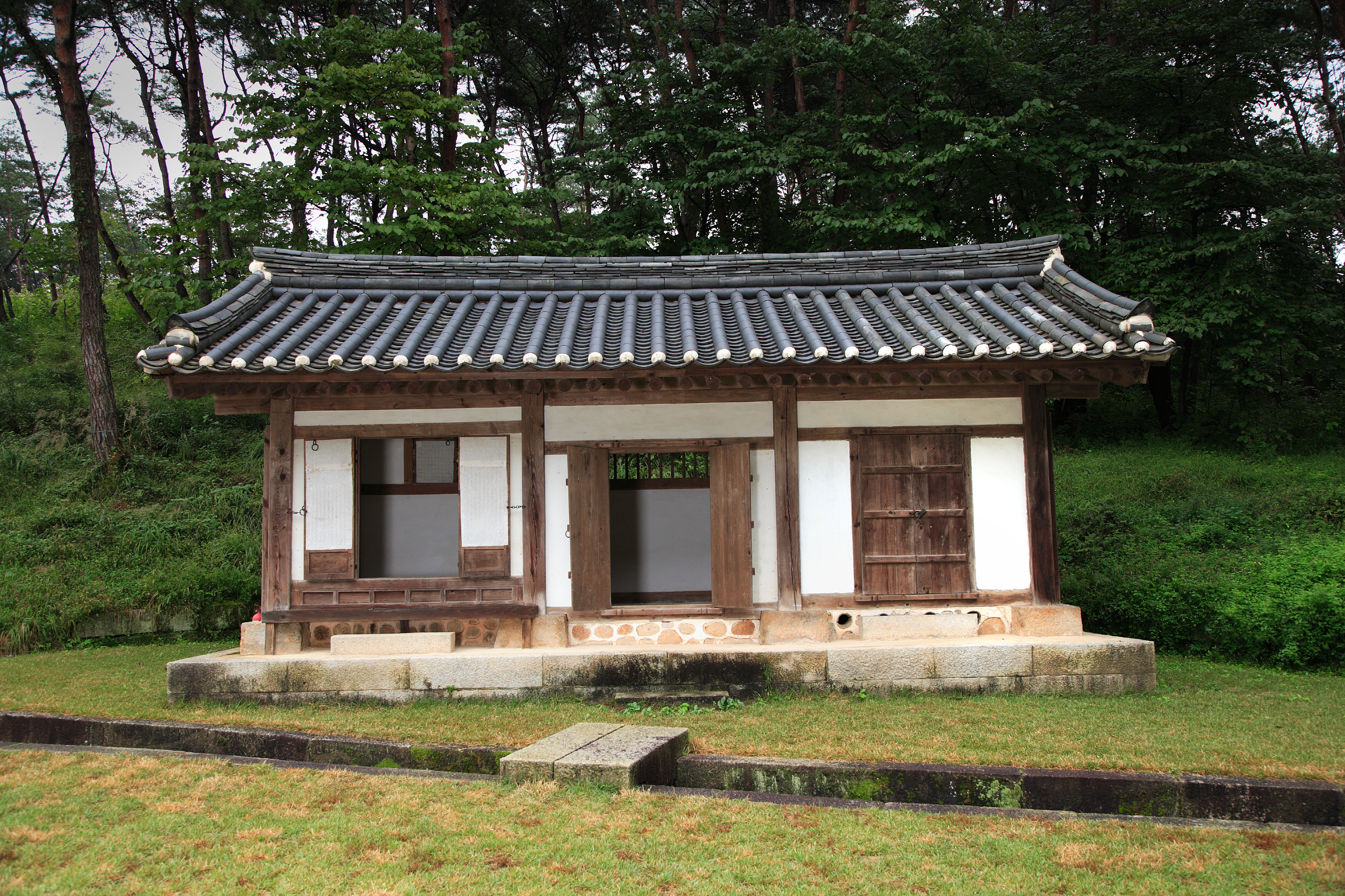
수복방 (2007년, 국립문화재연구소)

## 참고 문헌
- 이 문서에는 문화재청에서 공공누리 제1유형으로 배포된 자료를 바탕으로 한 내용이 포함되어 있습니다.
- 이 문서에는 국립문화재연구소에서 공공누리 제1유형으로 배포된 자료를 바탕으로 한 내용이 포함되어 있습니다.